# シー・ハンター (実験艇)
シー・ハンター（Sea Hunter）は、自律型の軍用無人船 (USV;Unmanned Surface Vehicle) の実験艇である。アメリカ合衆国の国防高等研究計画局(DARPA)の"ACTUV"(Anti-submarine warfare Continuous Trail Unmanned Vessel)計画により建造された。

## 概説
この艇は「シー・シャドウ」、「シー・ファイター」、「シー・スライス」といった"Sea"で始まる名前を持つ一連の実験艦艇の1つである。
ヴィガー・インダストリアル(Vigor Industrial)で建造され、2016年1月に進水、2016年4月7日にオレゴン州ポートランドで命名が行われ、就役した。
初期の非武装プロトタイプは、2,000万USドル（約21億円）で建造され、132フィート(約40メーター)の長さの（中央の主船体と2つのアウトリガーより成る）三胴船（トリマラン）である。この自律型の無人船は、2基のディーゼルエンジンによって2つのスクリューを駆動し27ノット (50 km/h)の最大速度で進む。本艇の基準排水量は135トンであり、それには70日間の巡航に十分な40トンの燃料が含まれる。巡航距離は"大洋横断級"(transoceanic)（12ノット (22 km/h)において10,000海里 (19,000 km)）である。「シーハンター」は145トンの最大積載状態で海況5（最大波高6.5 ft (2.0 m)）、最大風速21ノット (39 km/h)で運用が可能であり、海況7（最大波濤20 ft (6.1 m)）にも耐えられる。
テスト期間中は単独航行が確実に可能だと判断されるまでは、仮の制御ステーションが「安全とバックアップのために」設置されている。操船については、コンピュータが推力制御と操舵を行うが、常時人間の監視下にあって必要ならば命令を与える、いわゆる"Sparse Supervisory Control"や"person is in control"と呼ばれるコンセプトを採っており、ジョイステック式ではない。障害物や他の水上艦との衝突を避けるために光学誘導やレーダーを用いることで、この船は人の操作なしに巡視任務を行うことができる。。
この船は、恒久的に乗船する乗組員は居ないが保守を行うのには十分な空間が確保されている内部レイアウトを含めて、乗組員を持たないために多くの普通では備えない機能を持っている。
アメリカ海軍で実戦配備される前に約2年間のテストが予定されている。テストが成功すれば、駆逐艦よりもわずかな運用コストで運用可能な艇として、おそらく武装が施されて対潜水艦と対機雷任務が与えられる予定である。艦隊での運用も想定されているほか、レーダーなどで探知した情報を自ら分析し、海上衝突予防条約の規則に基づいて行動できるよう設計されている。